# Filoque
Filoque Père war ein französischer Hersteller von Automobilen.

## Unternehmensgeschichte
Das Unternehmen aus Bourgtheroulde-Infreville begann 1902 mit der Produktion von Automobilen. Der Markenname lautete Filoque. Im gleichen Jahr endete die Produktion bereits wieder.

## Fahrzeuge
Das Unternehmen bot einerseits den Kleinwagen 6/8 CV an. Daneben standen die Modelle 10 CV, 15 CV und 20 CV mit Vierzylindermotoren im Angebot.